# Who Knows Where the Time Goes?
Who Knows Where the Time Goes? est une chanson écrite et composée par la chanteuse britannique Sandy Denny, dont la version la plus célèbre est celle enregistrée par le groupe Fairport Convention sur l'album Unhalfbricking en 1969. Elle a été reprise par de nombreux artistes.

## Histoire
Who Knows Where the Time Goes? est l'une des premières chansons écrites par Sandy Denny. Elle en enregistre une première démo en 1966, puis une deuxième au début de 1967. Ayant rejoint le groupe Strawbs la même année, elle apporte cette chanson aux séances d'enregistrement de l'album All Our Own Work (en), qui ne voit le jour qu'en 1973.
Ayant entendu la démo de la chanson, la chanteuse américaine Judy Collins décide de la reprendre. C'est sa version qui est la première à être commercialisée, apparaissant en face B du single Both Sides, Now en 1968. Elle en reprend le titre pour son album Who Knows Where the Time Goes (en) sorti plus tard la même année,.
Sandy Denny enregistre la version la plus connue de la chanson après être devenue membre du groupe de folk rock Fairport Convention. Elle est enregistrée le 9 avril 1969, dernier jour des séances de travail de l'album Unhalfbricking. Elle l'interprète régulièrement sur scène lors de ses deux passages dans les rangs du groupe, en 1969 et 1974-1975, ainsi que dans sa carrière solo. Elle conclut le dernier concert qu'elle donne, le 1er avril 1978 dans la salle communale de Byfield, quelques semaines avant sa mort.
En 2007, elle reçoit le prix de l'enregistrement favori du public lors des BBC Radio 2 Folk Awards.

## Reprises
Who Knows Where the Time Goes? a été reprise par de nombreux artistes, parmi lesquels :
- Judy Collins sur l'album Who Knows Where the Time Goes (en) (1968)
- Lonnie Donegan sur l'album Lonniepops (1970)
- Nina Simone sur l'album Black Gold (en) (1970)
- Nana Mouskouri sur l'album Nana's Book of Songs (1974)
- Kate Wolf sur l'album Give Yourself to Love (1982)
- Barbara Dickson sur l'album Dark End of the Street (1995)
- Fairport Convention sur l'album Who Knows Where the Time Goes? (1997)
- Eva Cassidy sur l'album Imagine (en) (2002)
- Cat Power sur l'EP iTunes Live Session EP (2006)
- Susanna Hoffs et Matthew Sweet sur l'album Under the Covers, Vol. 1 (en) (2006)
- Maggie Reilly sur l'album Rowan (2007)